# Sasuk
Sasuk, död 1107, var en koreansk regent. 
Hon var gift med Seonjong av Goryeo och mor till Heonjong av Silla. Hon var Koreas regent under sin sons minderårighet 1094-1095. 